# Ruhnu
Ruhnu (suédois : Runö, estlandssvenska : Run, live : Rūnõmō) est une île estonienne située dans le golfe de Riga, en mer Baltique. Elle forme, avec d'autres îlots l'entourant, la commune de Ruhnu éponyme, sous la juridiction du comté de Saare. Avec environ 11,9 km2 de superficie, l'île compte moins de 100 habitants, qui sont principalement des Estoniens ethniques l'habitant en permanence.
L'île serait sortie des flots il y a environ 10 000 ans, ce faisant suite aux éruptions volcaniques ayant suivi la fin de la dernière période glaciaire. Les premières preuves d'activités humaines sur Ruhnu remontent à environ 5300 av. J.-C., mais les premières traces d'occupation permanente remontent quant à elles aux IXe – XIe siècles, durant la période Viking. Depuis le XIVe siècle, l'île est peuplée par les suédois d'Estonie, vivant relativement isolés du reste du monde et se consacrant principalement à la chasse aux phoques, les lois suédoises traditionnelles y étaient ainsi en vigueur. Au début des années 1920, l'île passa sous le contrôle de la nouvelle république d'Estonie, avant que la plupart des habitants ne quittent l'île en août 1944 du fait de la Seconde Guerre Mondiale et de l'invasion soviétique de l'Estonie.
De nos jours, la population de l'île est désormais majoritairement estonienne et estonophone, la population se consacrant principalement à l'agriculture et au tourisme. Ruhnu est reliée au reste du monde par le port de Ringsu, ainsi que par l'aérodrome adjacent, et dispose d'un approvisionnement autonome en électricité, l'île n'étant pas reliée au réseau électrique continental. Ruhnu dispose d'un musée, d'une bibliothèque, d'un bureau de poste ainsi que d'une école primaire, et compte également quelques monuments historiques, dont l'église en bois de Ruhu dont la construction remonte à 1643, et le phare de Ruhnu, le plus méridional du pays, datant de 1877, bien qu'ayant été reconstruit en 1937.

## Histoire
Les premiers artéfacts archéologiques de la présence humaine à Ruhnu, supposée être liée à la chasse au phoque saisonnière, date d'environ 5000 ans avant Jésus Christ. La date de l'arrivée des premiers Scandinaves à Ruhnu et le début de l'habitation permanente de l'île par des populations parlant le suédois reste cependant inconnue. Elle ne précède probablement pas les Croisades baltes du début du treizième siècle, quand les indigènes de toutes les terres entourant le golfe de Rīga ont été converties au christianisme et subjuguées par l'Ordre Teutonique. Le premier rapport documenté de l'île de Ruhnu et de sa population suédoise consiste en une lettre envoyée par l'Évêque de Courlande qui confirme que les insulaires ont le droit d'habiter et d'administrer leur propriété selon les lois suédoises.
Ruhnu fut d'abord occupée par le Royaume de Suède (1621 à 1708, formellement jusqu'en 1721) puis par la Russie jusqu'à la Première Guerre mondiale, quand l'Allemagne Impériale en prit le contrôle (1915-1918). Après la guerre, malgré des initiatives locales pour rejoindre la Suède à nouveau et malgré le fait que la Lettonie revendiquait le territoire, les insulaires acceptèrent de faire partie de la nouvellement indépendante Estonie en 1919. Selon un recensement de 1934, Ruhnu avait une population de 282 habitants, dont 277 d'origine suédoise et 5 d'origine estonienne.
Pendant la Seconde Guerre mondiale, tout comme le reste de l'Estonie, Ruhnu fut occupée par l'ex Union soviétique (1940-1941) puis par l'Allemagne (1941-1944). En novembre 1943, un premier groupe de 75 personnes a été relocalisé en Suède. En août 1944, peu après le début de la seconde occupation soviétique, le reste de la population de l'île, exception faite de deux familles, s'est enfuie à bord d'un bateau à destination de la Suède.
Ruhnu fut repeuplée pendant la seconde occupation par des civils d'origine estonienne et l'île servit également comme base pour une petite garnison de l'armée soviétique. Le nombre d'habitants ne dépassa jamais les 400, et dans les années 1970, après qu'une tempête eut frappé l'île, la plupart des habitants ont été relocalisés. Après que l'Estonie eut retrouvé l'indépendance en 1991, les terres, bâtiments et autres propriétés furent rendues à leurs propriétaires légitimes d'avant l'occupation soviétique ou leurs descendants qui, pour la plupart, étaient principalement des résidents de la Suède. Bien que la plupart ne retournèrent pas vivre à Ruhnu, ils visitèrent malgré tout de temps à autre la terre de leurs ancêtres.

## Géographie
Ruhnu est une île de forme ovoïde située au milieu du golfe de Riga, d'une superficie de 11,875 9 km2, d'une longueur de 5,5 km et d'une largeur de 3,5 km. Elle se trouve à environ 70 km de Kuressaare, 96 km de Pärnu et 54 km de l'île de Kihnu, à vol d'oiseau. La terre continentale la plus proche de Ruhnu est elle le Cap Kolka (en), dans la région de Courlande, en Lettonie, située à 37 km.
Il est possible de se rendre à Ruhnu via des vols hebdomadaires depuis Pärnu et Kuressaare en hiver, bi-hebdomadaires l'été, de même que par ferry. L'île est l'un des endroits continuellement habités parmi ceux qui sont les plus isolés de l'Union européenne.

## Démographie
Des recensements sont désormais effectués tous les ans depuis 2015 sur l'île par l'office estonien des statistiques :
| 2015 | 2016 | 2017 | 2018 | 2019 | 2020 | 2021 | 2022 | 2023 |
| ---- | ---- | ---- | ---- | ---- | ---- | ---- | ---- | ---- |
| 139  | 138  | 127  | 141  | 141  | 131  | 140  | 89   | 88   |

| 2024 | - | - | - | - | - | - | - | - |
| ---- | - | - | - | - | - | - | - | - |
| 90   | - | - | - | - | - | - | - | - |